# Slavische opstand (983)
De Slavische opstand van 983 was een opstand van de ten oosten van de Elbe levende Slavische Liutizen en Abodriten tegen de inlijving van hun gebied in het Oost-Frankische Rijk.

## Voorgeschiedenis
Na de veldtochten van Hendrik I en Otto I de Grote golden de Slavische stammen tussen de Elbe en de Oostzee als gekerstend. Als laatste had Otto I de Grote de Abodriten in het jaar 955 onderworpen na de Slag aan de Raxa. Het gebied van de Elbe en de Oostzee-Slaven behoorde eerste tot de Saksische Oostmark, die in 965 in kleinere marken werd opgedeeld. Met name het rooms-katholieke aartsbisdom Maagdenburg ontwikkelde vanaf 968 een actieve kersteningspolitiek.